# Баптист, Мишель
Мишель Баптисте (в замужестве — Либёрд; англ. Michelle Baptiste (Liburd); род. 27 августа 1977, Кастри) — сент-люсийская легкоатлетка, выступавшая в беге на короткие и средние дистанции, в прыжках в длину и тройном прыжке. Участница летних Олимпийских игр 1996 года, бронзовый призёр чемпионата Центральной Америки и Карибского бассейна 1999 года. Первая женщина, представлявшая Сент-Люсию на Олимпийских играх.

## Биография
Мишель Баптисте родилась 27 августа 1977 года в сент-люсийском городе Кастри.
В 1992 году стала бронзовым призёром Игр CARIFTA в Нассау: среди девушек до 17 лет заняла 3-е место в прыжках в длину (5,50 метра), среди юниорок до 20 лет — в эстафете 4х400 метров (4 минуты 5,94 секунды).
В 1995 году на Играх CARIFTA в Джорджтауне среди юниорок до 20 лет завоевала золотую медаль в прыжках в длину (5,66) и заняла 7-е место в беге на 100 метров (12,10).
В 1996 году на чемпионате Центральной Америки и Карибского бассейна среди юниорок до 20 лет в Сан-Сальвадоре выиграла серебро в прыжках в длину (5,99) и стала 4-й в беге на 100 метров (11,69).
В том же году выступила на юниорском чемпионате мира в Сиднее, выбыв в квалификации в беге на 100 метров (12,08) и прыжках в длину (5,34).
В том же году вошла в состав сборной Сент-Люсии на летних Олимпийских играх в Атланте. В беге на 100 метров в 1/8 финала заняла предпоследнее, 7-е место, показав результат 11,62 и уступив попавшей в четвертьфинал с 4-го места Элдес Кларк с Багамских Островов. Была знаменосцем сборной Сент-Люсии на церемонии открытия Олимпиады.
Баптисте стала первой женщиной, представлявшей Сент-Люсию на Олимпийских играх.
В 1999 году завоевала бронзовую медаль чемпионата Центральной Америки и Карибского бассейна в Бриджтауне в прыжках в длину (6,26).
В том же году участвовала в Панамериканских играх в Виннипеге, где заняла 13-е место в прыжках в длину (5,92).
Была рекордсменкой Сент-Люсии в прыжках в длину и тройном прыжке.

## Личные рекорды
- Бег на 100 метров — 11,69 (июль 1996, Сан-Сальвадор)[4]
- Бег на 200 метров — 24,41 (18 мая 1999, Карбондейл)[2]
- Прыжки в длину — 6,47 (4 мая 1996, Спрингфилд)[2]
- Бег на 55 метров (в помещении) — 6,96 (23 января 1998, Фейетвилл)[2]
- Бег на 60 метров (в помещении) — 7,56 (20 февраля 1999, Сидар-Фолс)[2]
- Бег на 200 метров (в помещении) — 25,48 (23 января 1999, Фейетвилл)[2]
- Прыжки в длину (в помещении) — 6,38 (28 февраля 1997, Эймс)[2]
- Тройной прыжок (в помещении) — 12,40 (20 февраля 1999, Сидар-Фолс)[2]